# はせくらみゆき
はせくらみゆき（1963年 - ）は、日本の画家・作家・雅楽歌人。一般社団法人あけのうた雅楽振興会代表理事。株式会社アートシンフォニー所属。

## 著作

### 主な著書
- 「光の海へ」（ビジネス社）ISBN 4828406751
- 「試して選んだ自然流子育てガイド」（ほんの木）ISBN 4938568705
- 「しあわせの育て方―楽・楽思考でハッピーの花を咲かせよう!」（星野マナのペンネームにて　グラフ社）ISBN 476620820X
- 「一瞬で輝くあなたになれる本―豊かさと幸せを呼ぶ12の贈り物」（評言社）ISBN 4828205225
- 「幸せな子育てを見つける本」（ほんの木）ISBN 4775200348
- 「カルマからの卒業 あなたを縛るカルマ・プログラムを作動させない方法」（ヒカルランド）ISBN 4864711461
- 「「ありがとう」でヤセる ヒーリングダイエット」（祥伝社）ISBN 4396440146
- 「アイム パーフェクト！　あなたの中のパワースポットとつながる方法」（経済界）ISBN 4766784731
- 「おとひめカード」（ALMACREATIONS)
- 「宇宙銀行ハピネス通帳」（バンクシアブックス）
- 「新生地球の歩き方」（バンクシアブックス）
- 「宇宙のリズムに沿った生き方」（きれいネットブックス）
- 「こうすれば、夢はあっさりかないます！」（サンマーク出版）ISBN 4763135147
- 「原因と結果の法則を超えて 最強の未来の波に乗る!」（ヒカルランド）ISBN 4864714703
- 「宇宙とつながる最強のワークブック」（かんき出版）ISBN 4761272473
- 「宇宙を味方につけるリッチマネーの秘密」（徳間書店）ISBN 4198643881
- 「人生が輝きだす３０＋１の言葉」（ワニプラス）ISBN 484709588X
- 「2018年 奇跡を呼び込む幸せ手帳: 豊かさと喜びが溢れだす!」（徳間書店）ISBN 4198680019
- 「【奇跡の言葉333】〜たった3秒の直観レッスン〜」（BABジャパン）ISBN 4814201427
- 「2019年 新しいわたしと出会う幸せ手帳」（徳間書店）ISBN 4198680027
- 「令和の時代が始まりました! 日の本開闢と龍体文字」（徳間書店）ISBN 4198648409
- 「2020年 最高の私を生きる令和時代の最強手帳」（徳間書店）ISBN 4198680043
- 「Otohime: Die Magie von Farbe und Klang」（Neue Erde）ISBN 3890607659
- 「コロナショックから始まる変容のプロセス これから何が起ころうとしているのか」（徳間書店）ISBN 4198651221
- 「2021年 新しい扉を開くブレイクスルー手帳」（徳間書店）ISBN 4198680051
- 「一寸先は光ですー風の時代の生き方へ」（青林堂）ISBN 4792607019
- 「パラダイムシフトを超えて いちばん大切なアセンションの本質」（徳間書店）ISBN 4198653518
- 「2022年〈風の時代〉のステージアップ手帳」（徳間書店）ISBN 419868006X
- 「夢をかなえる、未来をひらく鍵 イマジナル・セル」（徳間書店）ISBN 419865493X
- 「縄文からまなぶ33の知恵」（徳間書店）ISBN 4198658161
- 「夢を叶える宣言力 望む未来が手に入る最強アファメーション33」（きれい・ねっと）ISBN 4434345435
- 「カード「ＯＴＯＨＩＭＥ おとひめ」」（きずな出版）ISBN 4866632526
- 「音――美しい日本語のしらべ」（きずな出版）ISBN 4866632518
- 「いいこといっぱいありますように」（廣済堂出版）ISBN 4331524299

### 共著
- 「[小食・不食・快食]の時代へ」（ワニブックス）ISBN 4847060865
- 「起こることは全部マル！」（ヒカルランド）ISBN 4864712190
- 「チェンジ・マネー」（きれい・ねっと）ISBN 4434192582
- 「こころにおひさま、ありがとう」（経済界）ISBN 4766784065
- 「新生地球の歩き方 愛の星へのパスポート」（きれい・ねっと）ISBN 4434188968
- 「数は宇宙言語だった! 宇宙一切を動かす「数霊」の超メッセージ」（ヒカルランド）ISBN 4864710538
- 「数霊に秘められた宇宙の叡智」（徳間書店）ISBN 4199060537
- 「小学生版のびのび子育て・教育Q&A―お母さんの悩みにそっと答えます」（ほんの木）ISBN 4775200577
- 「どうして勉強するの?お母さん」（ほんの木）ISBN 4775200437
- 「すべてはうまくいっている!」（主婦の友社）（挿画）ISBN 4072493503
- 「2013年から始まる銀河のマヤ―マヤカレンダーと宇宙の叡智」（新日本文芸協会）ISBN 4434174045
- 「なんくるカード」（煌セラ）
- 「New Money Theory　お金は五次元の生きものです！」（ヒカルランド）ISBN 4864714215
- 「日本古来の秘法! 数霊力で望む未来を選びとる」（ヒカルランド）ISBN 4864714460
- 「令和の時代が始まりました! 日の本開闢と龍体文字」（徳間書店）ISBN 4198648409
- 「起こることは全部マル！　増量パワーアップ版　22世紀的「人生の攻略本」」（徳間書店）ISBN 419865073X
- 「宇宙を味方につける こころの神秘と量子のちから」（明窓出版）ISBN 4896344316
- 「数霊【決定版】 宇宙の叡智とつながる」（徳間書店）ISBN 4198653097
- 「令和から始まる 天地と繋がる生きかた 時代を読み解き 霊性を磨く方法」（明窓出版）ISBN 4896344391
- 「歓びの今を生きる 医学、物理学、霊学から観た 魂の来しかた行くすえ」（明窓出版）ISBN 4896344413
- 「魂の約束 すべては導かれている」（明窓出版）ISBN 489634443X
- 「9次元からの招待状 言霊と科学であなたの世界が変わる」（きれい・ねっと）ISBN 4434306642
- 「大御宝としての日本人」（青林堂）ISBN 4792607310
- 「波動の時代を生きる　ワンネスと宇宙意識」（徳間書店）ISBN 4198655685
- 「愛と歓喜の数式「量子モナド理論」は完全調和への道」（明窓出版）ISBN 4896344596
- 「しあわせの言霊　日本語がつむぐ宇宙の大調和」（明窓出版）ISBN 4896344774
- 「今日、誰のために生きる？２」（廣済堂出版）ISBN 4331524248
- 「オラクルカード「Harmony ことむけやわす」」（きずな出版）ISBN 4866632763
- 「魔法の脳科学：愛のホルモン革命　絆がもたらす健康とオキシトシンの神秘」（明窓出版）ISBN 489634488X

### 画集
- 「ボディヒーリングアート」 2007年
- 「ラブヒーリングアート」 2008年
- 「日めくり陽だまりカレンダー」 2013年
- 「オリジナルアートカレンダー」 1996年より毎年発表
- 「はせくらみゆき画集「ガイアの祈り」La preghiera di Gaia」（きれい・ねっと社）2021年

### 挿画
- 「エゴからエヴァへ」
- 「エヴァへの道」
- 「呼吸する家」ISBN 9784789223522

### 絵本の挿画
- 「The Twin Stars 双子の星」(英語版 宮沢賢治絵童話集)（国際言語文化振興財団）ISBN 4763123149
- 「Gem Fire 貝の火」(英語版 宮沢賢治絵童話集)（国際言語文化振興財団）ISBN 4763123130
- 「The Shining Feet ひかりの素足」(英語版 宮沢賢治絵童話集)（国際言語文化振興財団）ISBN 4763123114